# Edson Buddle
Edson Buddle est un joueur de soccer international américain né le 21 mai 1981 à Nouvelle-Rochelle dans l'État de New York.

## Carrière

### Début de carrière
Buddle joue un an de football universitaire au State Fair Community College, les conduisant au championnat national Division I NJCCA en 1999. Buddle commence sa carrière professionnelle en 2000, lorsqu'il signe avec les Long Island Rough Riders en A-League. Buddle aide l'équipe à remporter la Division Nord-Est, marquant onze buts pour quatre passes décisives, et est nommé pour le titre de « rookie de l'année » de A-League.

### Columbus Crew
Ses performances en A-League attirent l'attention de la MLS, et Edson est sélectionné à la 27e position de la MLS SuperDraft 2001 par le Columbus Crew. Buddle joue très peu dans sa première année, seulement 556 minutes, mais il réussit à montrer son talent lors de son bref temps de jeu, marquant trois buts pour deux passes décisives. L'année suivante, à l'âge de vingt-et-un ans, Buddle s'impose comme l'un des meilleurs jeunes attaquants de la ligue, marquant neuf buts et cinq passes en seulement 1304 minutes, tout en remportant avec l'équipe la Coupe des États-Unis. Gêné par plusieurs blessures, Buddle ne débute que seize matchs pour le club l'année suivante, mais il est encore un buteur prolifique quand il est en bonne santé, inscrivant neuf buts et quatre passes. La même physionomie de saison se répète en 2004, Buddle manquant beaucoup de temps à cause de blessures, mais il marque onze buts et deux passes en vingt titularisations. En 2005, ses statistiques s'élèvent à neuf buts et deux passes, et il manque plus d'un mois de compétition après avoir été arrêté par la police de Columbus et avoir refusé de passer un éthylotest.

### Red Bull New York
Avant la saison 2006, Buddle est échangé aux Red Bull New York contre Eddie Gaven et Chris Leitch. Le 22 novembre, Edson Buddle est échangé à Toronto FC avec Tim Regan.

### Los Angeles Galaxy
Le 13 juin 2007, Buddle est échangé aux Los Angeles Galaxy avec Tyrone Marshall. Il marque dès son premier match contre le Real Salt Lake.
En début de saison, Buddle ne s'attend pas à être titulaire en attaque, car Galaxy possède déjà trois joueurs offensifs : Carlos Ruiz, Landon Donovan et Alan Gordon. Malgré cela, Buddle s'impose comme l'attaquant de incontournable des Los Angeles Galaxy en 2008, profitant des blessures de Carlos Ruiz ou lorsque Landon Donovan et Ruiz sont en équipe nationale pour les États-Unis et le Guatemala respectivement.
Il marque deux hat-tricks lors de sa première saison à Los Angeles : le premier lors de la 8e journée contre le FC Dallas et le second en 12e journée contre San Jose Earthquakes, remportant le titre de « joueur de la semaine » en MLS pour ces deux semaines. Après son deuxième hat-trick, son coéquipier David Beckham déclare : « Edson est un individu qui joue de mieux en mieux. Il l'a prouvé ce soir ». Après qu'Edson ait marqué son neuvième but contre les Columbus Crew le 22 juin 2008, l'entraîneur Ruud Gullit déclare qu'il était devenu un « vrai professionnel » et qu'il est « très heureux » avec lui. Andrea Canales d'ESPN note que Buddle avait jadis une réputation d'être « d'une paresse parfois exaspérante, renonçant aux passes qui ne tombent pas dans la surface de réparation », mais qu'il s'est amélioré en raison de l'influence de Beckham et d'une meilleure confiance en soi résultant d'une meilleure efficacité. Shep Messing de MLS Extratime déclare : « Je ne pense pas qu'il y ait un meilleur tandem que Landon Donovan et Edson Buddle... Ils se complètent mutuellement. Ils n'empiètent pas sur l'espace de l'autre, le rendant ainsi meilleur pour chacun d'eux ».
Après une seule saison à LA, il est néanmoins transféré aux Colorado Rapids contre différents choix de repêchages.
Après deux saisons à Denver, Buddle est libéré par les Rapids. Libre de tout contrat, il signe une nouvelle fois avec le LA Galaxy le 11 mars 2015 .

### Carrière internationale
Bien qu'il ait été un joueur prometteur pour l'équipe nationale des États-Unis, les blessures lui ont rendu difficile pour lui de percer dans l'équipe. Il est apparu avec les moins de 20 ans et les moins de 23 ans, disputant la Coupe du monde des moins de 20 ans en 2001. Buddle honore sa première sélection en senior le 29 mars 2003 lors d'un match amical contre le Venezuela, mais il ne reverra pas le terrain international pendant sept ans. Le 11 mai 2010, il est inclus dans un premier effectif des États-Unis pour la Coupe du monde de football 2010, et le 25 mai, est titulaire lors d'une défaite en amical contre la République tchèque (2-4). Le 26 mai 2010, Buddle fait partie des 23 sélectionnés avec l'équipe nationale américaine à destination de l'Afrique du Sud. Le 5 juin 2010, lors d'un match de préparation contre l'Australie, Buddle marque ses deux premiers buts internationaux et permet aux Américains de l'emporter 3-1.

## Statistiques détaillées
Dernière mise à jour le 30 août 2010.
| Saison | Club               | Total  | Total | Championnat | Championnat | Championnat | Coupe d'Amérique du Nord | Coupe d'Amérique du Nord | Coupe d'Amérique du Nord | Équipe nationale | Équipe nationale |
| Saison | Club               | Matchs | Buts  | Division    | Matchs      | Buts        | Type                     | Matchs                   | Buts                     |                  |                  |
| Saison | Club               | Matchs | Buts  | Division    | Matchs      | Buts        | Type                     | Matchs                   | Buts                     | Matchs           | Buts             |
| ------ | ------------------ | ------ | ----- | ----------- | ----------- | ----------- | ------------------------ | ------------------------ | ------------------------ | ---------------- | ---------------- |
| 2001   | Columbus Crew      | 19     | 3     | MLS         | 19          | 3           | -                        | -                        | -                        | -                | -                |
| 2002   | Columbus Crew      | 24     | 10    | MLS         | 24          | 10          | -                        | -                        | -                        | -                | -                |
| 2003   | Columbus Crew      | 21     | 10    | MLS         | 21          | 10          | -                        | -                        | -                        | 1                | 0                |
| 2004   | Columbus Crew      | 26     | 12    | MLS         | 26          | 12          | -                        | -                        | -                        | -                | -                |
| 2005   | Columbus Crew      | 23     | 9     | MLS         | 23          | 9           | -                        | -                        | -                        | -                | -                |
| 2006   | Red Bull New York  | 28     | 6     | MLS         | 28          | 6           | -                        | -                        | -                        | -                | -                |
| 2007   | Los Angeles Galaxy | 19     | 5     | MLS         | 16          | 5           | SuperLiga                | 3                        | 0                        | -                | -                |
| 2008   | Los Angeles Galaxy | 27     | 15    | MLS         | 27          | 15          | -                        | -                        | -                        | -                | -                |
| 2009   | Los Angeles Galaxy | 23     | 5     | MLS         | 23          | 5           | -                        | -                        | -                        | -                | -                |
| 2010   | Los Angeles Galaxy | 23     | 16    | MLS         | 23          | 16          | -                        | -                        | -                        | 5                | 2                |
|        | Total              | 227    | 88    | -           | 224         | 88          | -                        | 3                        | 0                        | 6                | 2                |

## Palmarès

### Los Angeles Galaxy
- MLS Cup (1) : 2012
- Conférence Ouest de Major League Soccer (1) : 2009